# Ozaenina vexillifer
Ozaenina vexillifer är en tvåvingeart som beskrevs av Willi Hennig 1938. Ozaenina vexillifer ingår i släktet Ozaenina och familjen Richardiidae.
Artens utbredningsområde är Bolivia. Inga underarter finns listade i Catalogue of Life.